# José Murillo (escritor)
José Murillo (Ingenio Ledesma, Jujuy; 18 de agosto de 1922 - Buenos Aires, 23 de febrero de 1997) fue un escritor, docente y periodista argentino.
Escribió ensayos, cuentos y novelas, siendo también conocido por su activismo político vinculado al Partido Comunista de la Argentina . En lo literario, las obras más conocidas de Murillo se inscriben dentro de la literatura infantil y juvenil. Situó gran parte de su obra en lugares y personajes del norte argentino, con una prosa limpia y musical. Su obra literaria fue reconocida, entre otros, con los premios Nacional Enrique Banchs (1972), Nacional de Literatura juvenil e infantil, Internacional Casa de Las Américas y el Konex-Letras, Diploma al Mérito Literatura Juvenil.

## Biografía
Tras realizar estudios primarios y parte de los secundarios en la ciudad de San Salvador de Jujuy, se recibió de Maestro Normal Nacional y de Profesor de Educación Física en 1940, en San Fernando, provincia de Buenos Aires. 
Regresó a su provincia en donde ejerció la docencia. En 1952, se trasladó a la ciudad de Buenos Aires en donde cursó estudios de filosofía y letras. 
En 1961 viajó a Cuba con otros docentes argentinos para participar de una Campaña de Alfabetización.
Creó el primer taller literario llamado Aníbal Ponce (1964) y el primer taller de literatura infantil con Ruth Pardo Belgrano. Colaboró en revistas culturales: Hoy en la cultura, Meridiano 70, Cuadernos de cultura, Contexto, Rumbos. También en la revista Billiken. Fue Director de Cultura del diario La Calle. Dictó cursos y conferencias sobre temas de literatura infantil y juvenil. Participó en congresos nacionales e internacionales. Fue copresidente de la Comisión Promotora del Año Internacional del Niño (UNESCO). 
Durante la última dictadura militar, como miembro de la SADE (Sociedad Argentina de Escritores)  presidida por Aristóbulo Echegaray, reclamó desde allí por la aparición y por la integridad física de escritores desaparecidos y amenazados.
El 24 de octubre de 1978 firmó con otras personalidades de la política y la cultura, una solicitada publicada por el diario Clarín, en la que se reclama al dictador Jorge Rafael Videla por muertes, desapariciones, detenciones ilegales y secuestro y robo de niños.  
En 1985, participó de la fundación de ALIJA (Asociación de Literatura Infantil y Juvenil de la Argentina) y en 1995 recibió el Premio a la Trayectoria que esta entidad entrega anualmente. En 1994 recibió el premio de la Fundación Konex por su literatura para jóvenes.
Falleció el 23 de febrero de 1997. Sus restos se encuentran en el Cementerio Necrópolis de Colón, Panteón de los emigrados en La Habana, Cuba.

## Obras
- El fundo del miedo (novela)
- Una lonja de tierra (novela finalista en el concurso Rómulo Gallegos, Venezuela)
- Los traidores (novela)
- Mi amigo el pespir  (1966, cuentos para niños)
- Cinco patas (novela para niños)
- El tigre de Santa Bárbara (novela para niños, Premio Nacional Enrique Banchs 1972)
- Renancó y los últimos huemules (novela para niños en coautoría con Ana María Ramb, Premio Casa de las Américas 1975)
- Brunita (1977, novela para niños)
- Rubio como la miel
- Silvestre y el hurón
- Cuentos para mis hijos
- El niño que soñaba con el mar
- El último hornero de Cabra Corral
- Aquel caballo bragado
- Leyendas para todos, (1978, leyendas)
- Mi amigo el hombre (1987)
- Volver a Mbororé (1993)